# Mémorial Daguerre
Le mémorial Daguerre (en anglais : Daguerre Memorial) est un monument en granit et en bronze érigé à la mémoire de Louis Daguerre, située à Washington aux États-Unis. La sculpture est l'œuvre de Jonathan Scott Hartley.

## Situation
Le monument s'élève à l'angle sud-est du bâtiment de la National Portrait Gallery, à l'angle de la 7e rue et de la rue C nord-ouest.

## Historique
Le monument est inauguré le 15 août 1890 au pavillon des Arts et Industries, pour célébrer le cinquantenaire de la photographie, avant d'être déplacé à l'extérieur, où il demeure de 1897 à 1969. Il est enfin ré-inauguré en 1989 à son emplacement actuel.

## Architecture
Le monument se compose d'un socle en granit portant l'inscription DAGUERRE sur la face avant. Une statue de jeune femme en bronze s'appuie sur le socle et ses bras légèrement ouverts présentent un médaillon orné du visage de Daguerre. Le monument se termine par un globe terrestre en granit. La hauteur totale est d'environ 3,30 mètres,.
Deux plaques rectangulaires sont fixées sur la base du socle.
La première côté sud porte l'inscription : TO COMMEMORATE THE FIRST HALF-CENTURY IN PHOTOGRAPHY 1839-1889. ERECTED BY THE PHOTOGRAPHER'S ASSOCIATION OF AMERICA, AUGUST, 1890.
La seconde, côté nord, porte l'inscription : PHOTOGRAPHY, THE ELECTRIC TELEGRAPH, AND THE STEAM ENGINE ARE THE THREE GREAT DISCOVERIES OF THE AGE.
NO FIVE CENTURIES IN HUMAN PROGRESS CAN SHOW SUCH STRIDES AS THESE.

## Galerie

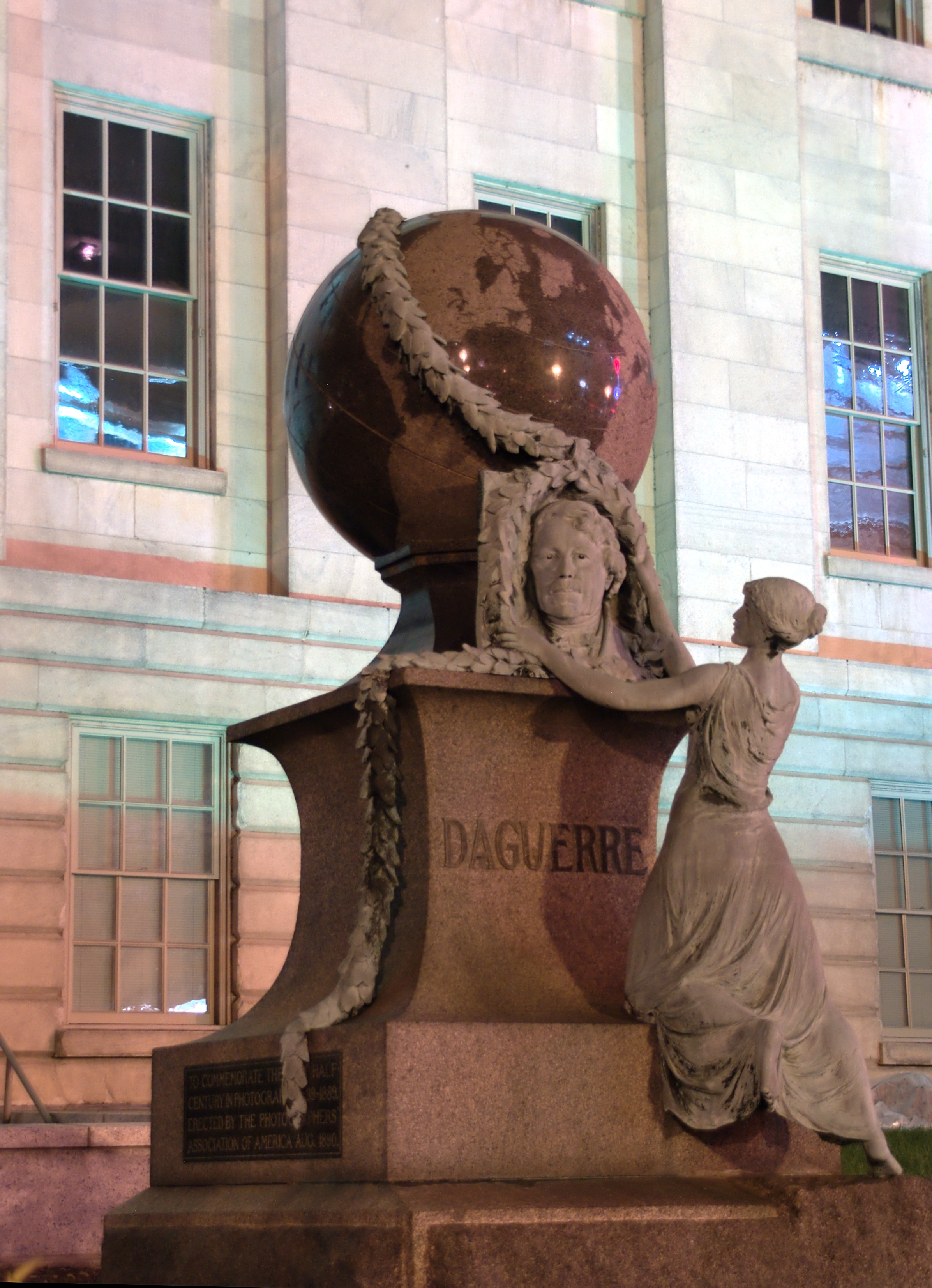
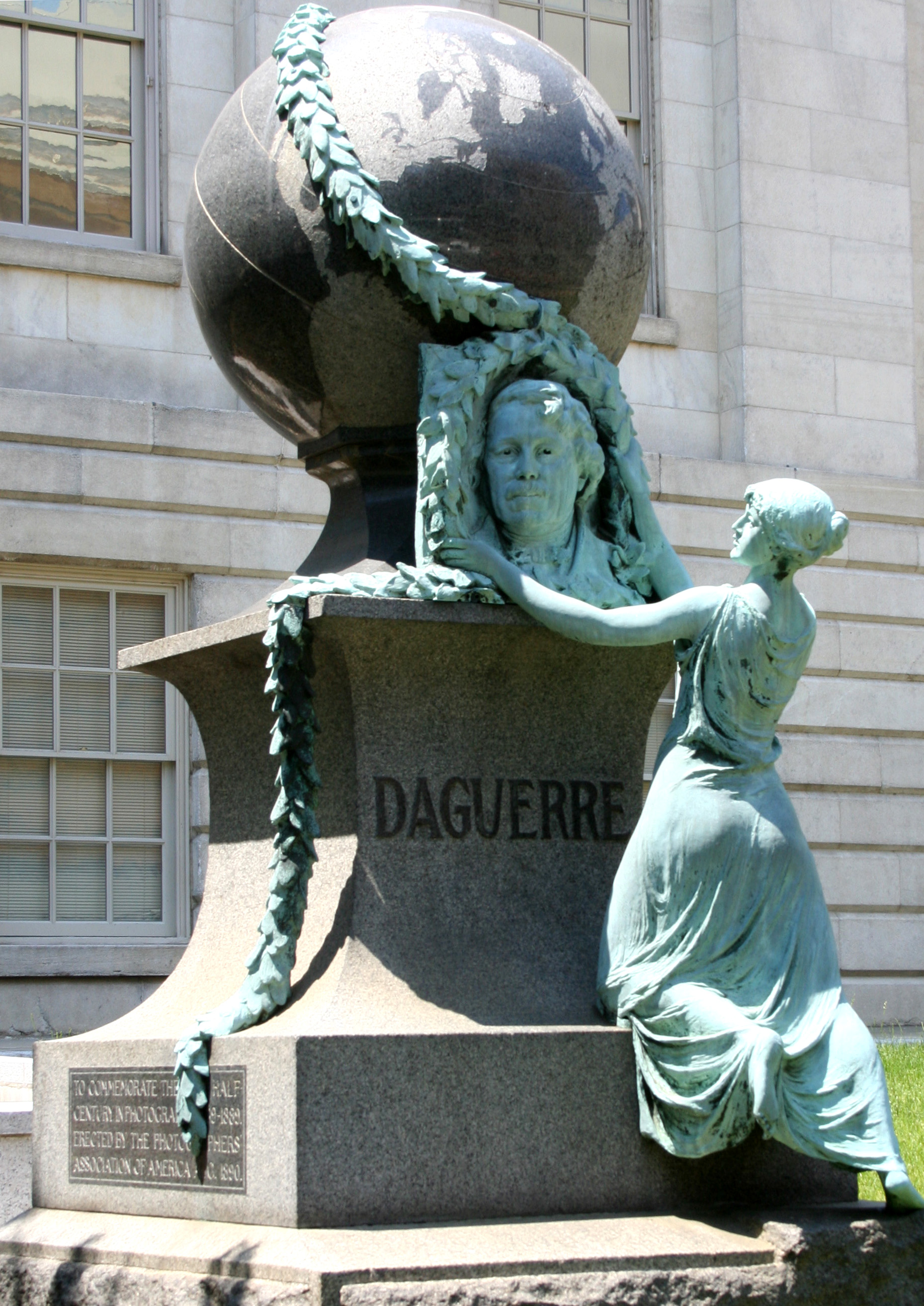
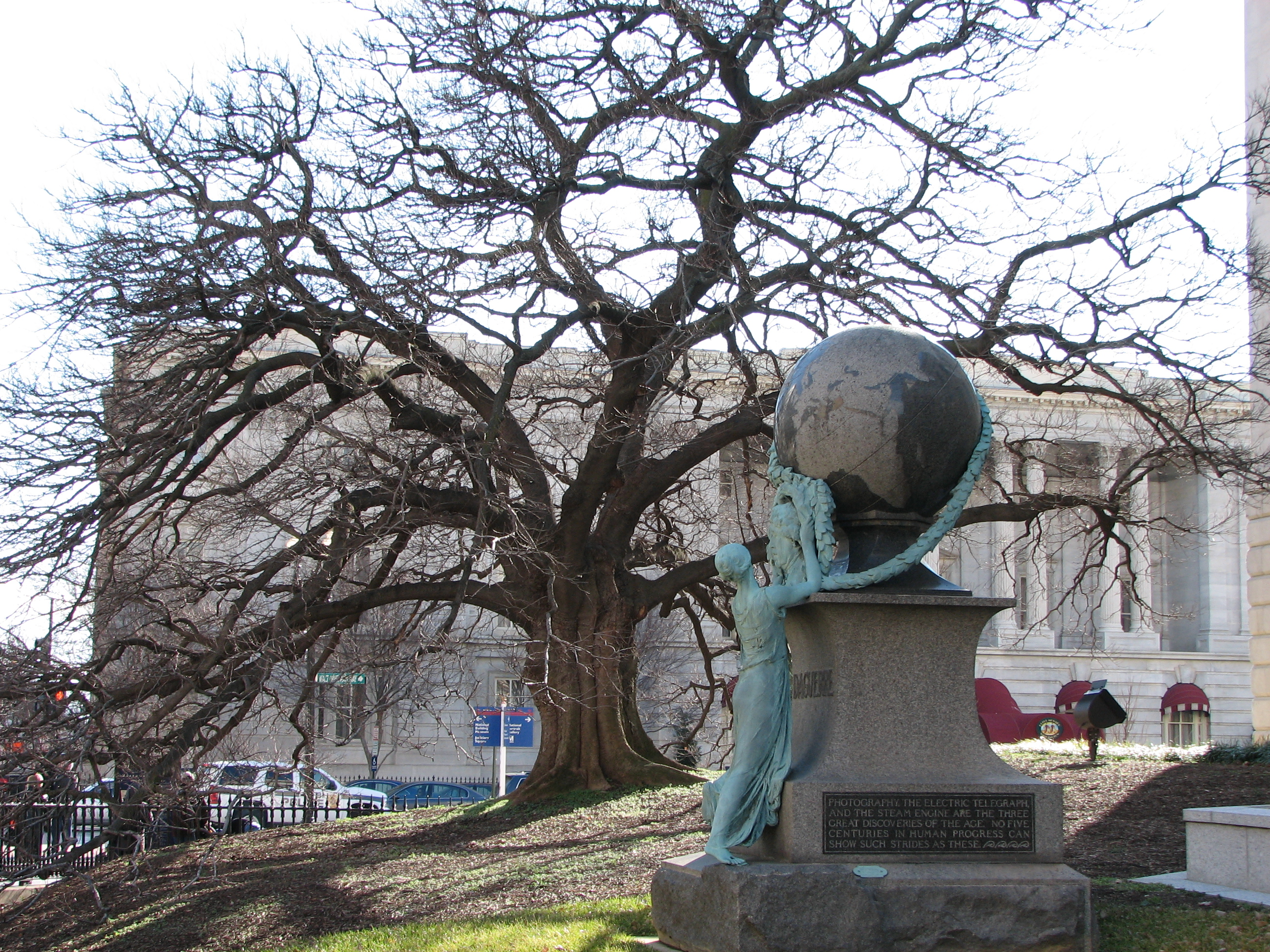